# Aricidea albatrossae
Aricidea albatrossae är en ringmaskart som beskrevs av Pettibone 1957. Aricidea albatrossae ingår i släktet Aricidea och familjen Paraonidae. Arten är reproducerande i Sverige. Inga underarter finns listade i Catalogue of Life.